# Temporada 2014-15 del València CF
El València CF va tindre un bon paper la temporada 2014-15, on tot i no jugar competició europea per primera vegada des de la temporada 1997-98, i ser eliminat de la Copa del Rei en huitens, va aconseguir els seus objectius lliga al tornar a classificar-se per a la Lliga de Campions.

## Jugadors

### Plantilla
| N. | Pos. | Nac. | Jugador             |
| -- | ---- | --- | ------------------- |
| 1  | POR  | [[Fitxer:Flag of Brazil.svg\|23x15px\|border \|alt=Brasil\|link=Selecció de futbol del Brasil\|{{#if:\|]]                                      | Diego Alves         |
| 2  | DEF  | [[Fitxer:Flag of Portugal.svg\|23x15px\|border \|alt=Portugal\|link=Selecció de futbol de Portugal\|{{#if:\|]]                                 | João Cancelo        |
| 3  | DEF  | [[Fitxer:Flag of Portugal.svg\|23x15px\|border \|alt=Portugal\|link=Selecció de futbol de Portugal\|{{#if:\|]]                                 | Rubén Vezo          |
| 4  | MIG  | [[Fitxer:Flag of Brazil.svg\|23x15px\|border \|alt=Brasil\|link=Selecció de futbol del Brasil\|{{#if:\|]]                                      | Filipe Augusto      |
| 5  | DEF  | [[Fitxer:Flag of Germany.svg\|23x15px\|border \|alt=Alemanya\|link=Selecció de futbol d'Alemanya\|{{#if:\|]]                                   | Mustafi             |
| 6  | DEF  | [[Fitxer:Flag of Argentina.svg\|23x15px\|border \|alt=Argentina\|link=Selecció de futbol de l'Argentina\|{{#if:\|]]                            | Lucas Orbán         |
| 7  | DAV  | [[Fitxer:Flag of Spain.svg\|23x15px\|border \|alt=Espanya\|link=Selecció de futbol d'Espanya\|{{#if:\|]]                                       | Álvaro Negredo      |
| 8  | MIG  | [[Fitxer:Flag of France (1794–1815, 1830–1974).svg\|23x15px\|border \|alt=França\|link=Selecció de futbol de França\|{{#if:\|]]                | Sofiane Feghouli    |
| 9  | DAV  | [[Fitxer:Flag of the Valencian Community (2x3).svg\|23x15px\|border \|alt=País Valencià\|link=Selecció de futbol del País Valencià\|{{#if:\|]] | Paco Alcácer        |
| 10 | MIG  | [[Fitxer:Flag of Spain.svg\|23x15px\|border \|alt=Espanya\|link=Selecció de futbol d'Espanya\|{{#if:\|]]                                       | Dani Parejo         |
| 11 | DAV  | [[Fitxer:Flag of Argentina.svg\|23x15px\|border \|alt=Argentina\|link=Selecció de futbol de l'Argentina\|{{#if:\|]]                            | Pablo Daniel Piatti |

| N. | Pos. | Nac. | Jugador                  |
| -- | ---- | --- | ------------------------ |
| 13 | POR  | [[Fitxer:Flag of Spain.svg\|23x15px\|border \|alt=Espanya\|link=Selecció de futbol d'Espanya\|{{#if:\|]]                                       | Yoel Rodríguez           |
| 15 | MIG  | [[Fitxer:Flag of Argentina.svg\|23x15px\|border \|alt=Argentina\|link=Selecció de futbol de l'Argentina\|{{#if:\|]]                            | Enzo Pérez               |
| 17 | DAV  | [[Fitxer:Flag of Brazil.svg\|23x15px\|border \|alt=Brasil\|link=Selecció de futbol del Brasil\|{{#if:\|]]                                      | Rodrigo                  |
| 18 | MIG  | [[Fitxer:Flag of Spain.svg\|23x15px\|border \|alt=Espanya\|link=Selecció de futbol d'Espanya\|{{#if:\|]]                                       | Javi Fuego               |
| 19 | DEF  | [[Fitxer:Flag of Spain.svg\|23x15px\|border \|alt=Espanya\|link=Selecció de futbol d'Espanya\|{{#if:\|]]                                       | Antonio Barragán         |
| 20 | MIG  | [[Fitxer:Flag of Argentina.svg\|23x15px\|border \|alt=Argentina\|link=Selecció de futbol de l'Argentina\|{{#if:\|]]                            | Rodrigo de Paul          |
| 21 | MIG  | [[Fitxer:Flag of Portugal.svg\|23x15px\|border \|alt=Portugal\|link=Selecció de futbol de Portugal\|{{#if:\|]]                                 | André Gomes              |
| 23 | DEF  | [[Fitxer:Flag of Argentina.svg\|23x15px\|border \|alt=Argentina\|link=Selecció de futbol de l'Argentina\|{{#if:\|]]                            | Otamendi                 |
| 25 | POR  | [[Fitxer:Flag of the Valencian Community (2x3).svg\|23x15px\|border \|alt=País Valencià\|link=Selecció de futbol del País Valencià\|{{#if:\|]] | Jaume Domènech           |
| 27 | MIG  | [[Fitxer:Flag of the Valencian Community (2x3).svg\|23x15px\|border \|alt=País Valencià\|link=Selecció de futbol del País Valencià\|{{#if:\|]] | Robert Ibáñez            |
| 28 | MIG  | [[Fitxer:Flag of the Valencian Community (2x3).svg\|23x15px\|border \|alt=País Valencià\|link=Selecció de futbol del País Valencià\|{{#if:\|]] | Carlos Carbonell "Tropi" |
| 31 | DEF  | [[Fitxer:Flag of the Valencian Community (2x3).svg\|23x15px\|border \|alt=País Valencià\|link=Selecció de futbol del País Valencià\|{{#if:\|]] | Gayà                     |
| 32 | DEF  | [[Fitxer:Flag of the Valencian Community (2x3).svg\|23x15px\|border \|alt=País Valencià\|link=Selecció de futbol del País Valencià\|{{#if:\|]] | Salva Ruiz               |

### Altes
| N. | Pos. | Nac. | Jugador         |
| -- | ---- | --- | --------------- |
| 2  | DEF  | [[Fitxer:Flag of Portugal.svg\|23x15px\|border \|alt=Portugal\|link=Selecció de futbol de Portugal\|{{#if:\|]]                                 | João Cancelo    |
| 4  | MIG  | [[Fitxer:Flag of Brazil.svg\|23x15px\|border \|alt=Brasil\|link=Selecció de futbol del Brasil\|{{#if:\|]]                                      | Filipe Augusto  |
| 5  | DEF  | [[Fitxer:Flag of Germany.svg\|23x15px\|border \|alt=Alemanya\|link=Selecció de futbol d'Alemanya\|{{#if:\|]]                                   | Mustafi         |
| 6  | DEF  | [[Fitxer:Flag of Argentina.svg\|23x15px\|border \|alt=Argentina\|link=Selecció de futbol de l'Argentina\|{{#if:\|]]                            | Lucas Orbán     |
| 7  | DAV  | [[Fitxer:Flag of Spain.svg\|23x15px\|border \|alt=Espanya\|link=Selecció de futbol d'Espanya\|{{#if:\|]]                                       | Álvaro Negredo  |
| 13 | POR  | [[Fitxer:Flag of Spain.svg\|23x15px\|border \|alt=Espanya\|link=Selecció de futbol d'Espanya\|{{#if:\|]]                                       | Yoel Rodríguez  |
| 15 | MIG  | [[Fitxer:Flag of Argentina.svg\|23x15px\|border \|alt=Argentina\|link=Selecció de futbol de l'Argentina\|{{#if:\|]]                            | Enzo Pérez      |
| 16 | MIG  | [[Fitxer:Flag of Argentina.svg\|23x15px\|border \|alt=Argentina\|link=Selecció de futbol de l'Argentina\|{{#if:\|]]                            | Bruno Zuculini  |
| 17 | MIG  | [[Fitxer:Flag of Brazil.svg\|23x15px\|border \|alt=Brasil\|link=Selecció de futbol del Brasil\|{{#if:\|]]                                      | Rodrigo         |
| 20 | MIG  | [[Fitxer:Flag of Argentina.svg\|23x15px\|border \|alt=Argentina\|link=Selecció de futbol de l'Argentina\|{{#if:\|]]                            | Rodrigo de Paul |
| 21 | MIG  | [[Fitxer:Flag of Portugal.svg\|23x15px\|border \|alt=Portugal\|link=Selecció de futbol de Portugal\|{{#if:\|]]                                 | André Gomes     |
| 22 | MIG  | [[Fitxer:Flag of the Valencian Community (2x3).svg\|23x15px\|border \|alt=País Valencià\|link=Selecció de futbol del País Valencià\|{{#if:\|]] | Carles Gil      |
| 23 | DEF  | [[Fitxer:Flag of Argentina.svg\|23x15px\|border \|alt=Argentina\|link=Selecció de futbol de l'Argentina\|{{#if:\|]]                            | Otamendi        |

### Jugadors cedits
| N. | Pos. | Nac. | Jugador                                                         |
| -- | ---- | --- | --------------------------------------------------------------- |
| —  | DEF  | [[Fitxer:Flag of Catalonia.svg\|23x15px\|border \|alt=Catalunya\|link=Selecció de futbol de Catalunya\|{{#if:\|]]                              | Víctor Ruiz (al Vila-real CF fins al 30 de juny de 2015)        |
| —  | MIG  | [[Fitxer:Flag of Argentina.svg\|23x15px\|border \|alt=Argentina\|link=Selecció de futbol de l'Argentina\|{{#if:\|]]                            | Federico Cartabia (al Córdoba CF fins al 30 de juny de 2015)    |
| —  | MIG  | [[Fitxer:Flag of Mexico.svg\|23x15px\|border \|alt=Mèxic\|link=Selecció de futbol de Mèxic\|{{#if:\|]]                                         | Andrés Guardado (al PSV Eindhoven fins al 30 de juny de 2015)   |
| —  | DAV  | [[Fitxer:Flag of Brazil.svg\|23x15px\|border \|alt=Brasil\|link=Selecció de futbol del Brasil\|{{#if:\|]]                                      | Vinícius Araújo (a l'Standard Liège fins al 30 de juny de 2015) |
| —  | MIG  | [[Fitxer:Flag of the Valencian Community (2x3).svg\|23x15px\|border \|alt=País Valencià\|link=Selecció de futbol del País Valencià\|{{#if:\|]] | Robert Ibáñez (al Granada CF fins al 30 de juny de 2015)        |

### Deixen l'equip a mitjan temporada
| N. | Pos. | Nac. | Jugador                                                            |
| -- | ---- | --- | ------------------------------------------------------------------ |
| 12 | DEF  | [[Fitxer:Flag of Portugal.svg\|23x15px\|border \|alt=Portugal\|link=Selecció de futbol de Portugal\|{{#if:\|]]      | João Pereira (marxa al Hannover 96)                                |
| 16 | MIG  | [[Fitxer:Flag of Argentina.svg\|23x15px\|border \|alt=Argentina\|link=Selecció de futbol de l'Argentina\|{{#if:\|]] | Bruno Zuculini (es cancel·la la seua cessió i marxa al Córdoba CF) |

| N. | Pos. | Nac. | Jugador                            |
| -- | ---- | --- | ---------------------------------- |
| 22 | MIG  | [[Fitxer:Flag of the Valencian Community (2x3).svg\|23x15px\|border \|alt=País Valencià\|link=Selecció de futbol del País Valencià\|{{#if:\|]] | Carles Gil (marxa a l'Aston Villa) |